# Сен-Бриё-1 (кантон)
Сен-Бриё-1 (фр. Saint-Brieuc-1) — кантон во Франции, находится в регионе Бретань, департамент Кот-д’Армор. Входит в состав округа Сен-Бриё.

## История
Кантон образован в результате реформы 2015 года. В его состав вошла западная половина города Сен-Бриё.

## Политика
С 2021 года кантон в Совете департамента Кот-д’Армор представляют член совета города Сен-Бриё Дамьен Гаспайяр (Damien Gaspaillard)  (Европа Экология Зелёные) и Жюлиана Сан Жеротео (Juliana San Geroteo) (Разные левые).
|                | Кандидаты                           | Партия                   | Первый тур | Первый тур     | Второй тур | Второй тур |
| Кол-во голосов | Кандидаты                           | Партия                   | % голосов  | Кол-во голосов | % голосов  |            |
| -------------- | ----------------------------------- | ------------------------ | ---------- | -------------- | ---------- | ---------- |
|                | Дамьен Гаспайяр Жюлиана Сан Жеротео | Левый блок               | 2 207      | 47,57          | 2 476      | 53,64      |
|                | Брижитт Блевен Жерар Блежан         | Разные центристы         | 1 829      | 39,43          | 2 140      | 46,36      |
|                | Манюэль Галле Изабель Пачковки      | Национальное объединение | 603        | 13,00          |            |            |

|                | Кандидаты                     | Партия                  | Первый тур | Первый тур     | Второй тур | Второй тур |
| Кол-во голосов | Кандидаты                     | Партия                  | % голосов  | Кол-во голосов | % голосов  |            |
| -------------- | ----------------------------- | ----------------------- | ---------- | -------------- | ---------- | ---------- |
|                | Брижитт Блевен Жерар Блежан   | Центристский блок       | 2 795      | 38,83          | 3 681      | 54,47      |
|                | Юго Гуис Моник Люка           | Социалистическая партия | 1 965      | 27,30          | 3 077      | 45,53      |
|                | Бландин Клаэсан Янник Ле Кам  | Разные левые            | 1 220      | 16,95          |            |            |
|                | Ванесса Монтрер Филипп Оливье | Национальный фронт      | 1 218      | 16,92          |            |            |